# Triwung Kidul
Triwung Kidul is een bestuurslaag in het regentschap Probolinggo van de provincie Oost-Java, Indonesië. Triwung Kidul telt 7996 inwoners (volkstelling 2010).